# مختبر لورانس ليفرمور الوطني
مختبر لورانس ليفرمور الوطني (بالإنجليزية: Lawrence Livermore National Laboratory)‏ هو مرفق بحوث اتحادي في ليفرمور في ولاية كاليفورنيا، أسسته جامعة كاليفورنيا في عام 1952. وهو من مراكز البحوث والتنمية الممولة اتحاديًّا، والممول الرئيس له هي وزارة الطاقة الأمريكية، وتقوم بإدارة وتشغيل المختبر لورانس ليفرمور الأمن القومي، كُرِّمَ المختبر في عام 2012 بسبب تصنيع العنصر الكيميائي الاصطناعي ليفرموريوم والذي سُميَ تيمنًا باسم المختبر.
أنشئ في عام 1952 (باسم مختبر لورانس ليفرمور) للمساعدة في تصميم وتطوير الأسلحة النووية كجزء من برنامج الدفاع الوطني، وهو مسؤول أمام الإدارة الوطنية للأمن النووي، وهي وكالة تابعة لوزارة الطاقة الأمريكية. خاصة خلال فترة الحرب الباردة، قدم المركز مساهمة كبيرة في سلامة وموثوقية الأسلحة. تم وضع تصور لأجزاء مهمة من برنامج SDI وتحريرها في LLNL. قام LLNL بعمل رائد، خاصة في مجال أجهزة الكمبيوتر عالية الأداء وتكنولوجيا الليزر المتقدمة. كان LLNL أو هو موقع حواسيب IBM العملاقة المعروفة ASC Purple و ASCI White و IBM Sequoia و Sierra.
هذه المهام لا تزال موجودة. بالإضافة إلى ذلك، يتعامل المركز مع تطوير تقنيات جديدة لاستخدام مصادر الطاقة، وتوفير البيانات البيولوجية والبيئية ذات الصلة باستخدام مختلف أشكال الطاقة وأعمال البحث في مجال عدم انتشار الأسلحة النووية. المرافق الرئيسية هي:
```
مرافق أبحاث الاندماج النووي، انظر أيضًا مرفق الإشعال الوطني (NIF)
مرافق اختبار حرارة الأرض
مركز أبحاث الكمبيوتر
مرافق البحث والاختبار لميكانيكا الصخور والكيمياء والمعادن والأرصاد الجوية وما إلى ذلك.
```

## التاريخ

### الأصل
م إنشاء مختبر LLNL في عام 1952، باسم «مختبر الإشعاع بجامعة كاليفورنيا في ليفرمور»، وهو فرع من مختبر إشعاع جامعة كاليفورنيا في بيركلي. كان القصد منه تحفيز الابتكار وتوفير المنافسة لمختبر تصميم الأسلحة النووية في لوس ألاموس في نيو مكسيكو، موطن مشروع مانهاتن الذي طور أول أسلحة ذرية. يعتبر إدوارد تيلر وإرنست لورانس، مدير مختبر الإشعاع في بيركلي، المؤسسين المشاركين لمنشأة ليفرمور.
تم وضع المختبر الجديد في محطة جوية بحرية سابقة لـ الحرب العالمية الثانية. كانت بالفعل موطنًا للعديد من مشاريع مختبر إشعاع جامعة كاليفورنيا التي كانت كبيرة جدًا بالنسبة لموقعها في تلال بيركلي فوق حرم جامعة كاليفورنيا؛ بما في ذلك إحدى التجارب الأولى في النهج المغناطيسي للتفاعلات النووية الحرارية المحصورة (أي الاندماج). حوالي نصف ساعة جنوب شرق بيركلي، وفر موقع ليفرمور أمانًا أكبر بكثير للمشاريع المصنفة من الحرم الجامعي الحضري.
اختار لورنس طالبه السابق المتخرج هربرت يورك، البالغ من العمر 32 عامًا، لإدارة ليفرمور. تحت قيادة يورك، كان لدى المختبر أربعة برامج رئيسية: مشروع شيروود (برنامج الاندماج المغناطيسي)، ومشروع ويتني (برنامج تصميم الأسلحة)، وتجارب الأسلحة التشخيصية (لمختبرات لوس ألاموس وليفرمور)، وبرنامج الفيزياء الأساسية. تبنى يورك والمختبر الجديد منهج لورانس «العلم الكبير»، لمعالجة المشاريع الصعبة مع الفيزيائيين والكيميائيين والمهندسين والعلماء الحاسوبيين الذين يعملون معًا في فرق متعددة التخصصات. توفي لورانس في أغسطس 1958 وبعد فترة وجيزة، أطلق مجلس حكام الجامعة عليه اسم المختبرين باسم «مختبر لورانس للإشعاع».
تاريخياً، كان لمختبرات بيركلي وليفررمور علاقات وثيقة للغاية في المشاريع البحثية والعمليات التجارية والموظفين. تم إنشاء مختبر ليفرمور في البداية كفرع لمختبر بيركلي. لم يتم فصل مختبر ليفرمور رسميًا إداريًا عن مختبر بيركلي حتى عام 1971. وحتى يومنا هذا، في وثائق وسجلات التخطيط الرسمية، تم تصنيف مختبر لورانس بيركلي الوطني كموقع 100، ومختبر لورانس ليفرمور الوطني كموقع 200، و LLNL's موقع الاختبار عن بعد كموقع 300.

### إعادة التسمية
تمت إعادة تسمية المختبر باسم «مختبر لورانس ليفرمور» "(" LLL "") في عام 1971. في 1 أكتوبر 2007، تولى LLNS إدارة LLNL من جامعة كاليفورنيا، والتي كانت تدير وتشغل المختبر بشكل حصري منذ حين نشأته قبل 55 سنة. تم تكريم المختبر في عام 2012 من خلال تسمية العنصر الكيميائي الصناعي ليفرموريوم باسمه. كان استيلاء LLNS على المختبر مثيرًا للجدل. في مايو 2013، منحت لجنة تحكيم مقاطعة ألاميدا أكثر من 2.7 مليون دولار لخمسة موظفين سابقين في المختبر كانوا من بين 430 موظفًا تم تسريحهم من شركة LLNS خلال عام 2008. وجدت هيئة المحلفين أن LLNS انتهكت التزامًا تعاقديًا لإنهاء الموظفين فقط من أجل «سبب معقول». لدى المدعين الخمسة أيضًا دعاوى معلقة بشأن التمييز على أساس السن ضد LLNS ، والتي سيتم الاستماع إليها من قبل تختلف t هيئة المحلفين في تجربة منفصلة. كان التسريح الأول من مايو 2008 في المختبر منذ ما يقرب من 40 عامًا.

في 14 مارس 2011، وسعت مدينة ليفرمور رسمياً حدود المدينة لتضم LLNL وتحريكها داخل حدود المدينة. أدى التصويت بالإجماع من قبل مجلس مدينة ليفرمور إلى توسيع حدود ليفرمور الجنوبية الشرقية لتشمل 15 قطعة أرض تغطي 
 التي تشكل موقع LLNL. كان الموقع سابقًا منطقة غير مدمجة في مقاطعة ألاميدا. لا يزال حرم LLNL مملوكًا من قبل الحكومة الفيدرالية.

## المشاريع الكبرى

### الأسلحة النووية
منذ نشأته، ركز ليفرمور على مفاهيم تصميم الأسلحة الجديدة؛ ونتيجة لذلك، لم تنجح تجاربها الثلاثة الأولى. ثابر المختبر وأثبتت تصميماته اللاحقة نجاحًا متزايدًا. في عام 1957، تم اختيار مختبر ليفرمور لتطوير الرأس الحربي صاروخ بولاريس التابع للبحرية. تطلب هذا الرأس الحربي العديد من الابتكارات ليناسب رأسًا نوويًا في الحدود الصغيرة نسبيًا لصاروخ nosecone.
خلال الحرب الباردة، دخلت الخدمة العديد من الرؤوس الحربية المصممة من قبل ليفرمور. تم استخدام هذه الصواريخ في صواريخ تتراوح أحجامها من ام جي ام-52 لانس صواريخ تكتيكية أرض-أرض إلى فئة ميجاتون صاروخ سبارتان المضاد للصواريخ الباليستية. على مر السنين، صممت LLNL الرؤوس الحربية التالية: W27 (صاروخ Regulus ؛ 1955 ؛ مشترك مع Los Alamos)، دبليو 38 (Atlas / Titan ICBM ؛ 1959)، B41 (قنبلة B52 ؛ 1957)، دبليو 45 (صواريخ Little John / Terrier ؛ 1956)، W47 (Polaris SLBM ؛ 1957)، دبليو 48 (مدافع هاوتزر عيار 155 ملم؛ 1957)، W55 (صاروخ غواصة؛ 1959)، دبليو 56 (Minuteman ICBM ؛ 1960)، دبليو 58 (Polaris SLBM ؛ 1960)، دبليو 62 (Minuteman ICBM ؛ 1964)، دبليو 68 (بوسيدون SLBM ؛ 1966)، دبليو 70 (صاروخ لانس؛ 1969)، W71 (صاروخ سبارتان؛ 1968)، دبليو 79 (مدفع مدفعي 8 بوصات؛ 1975)، دبليو 82 (هاوتزر 155 ملم؛ 1978)، B83 (القنبلة الاستراتيجية الحديثة؛ 1979)، و W87 (LGM-118 Peacekeeper / MX ICBM ؛ 1982). الطرازان W87 و B83 هما التصميمان الوحيدان اللذان لا يزالان في مخزون الأسلحة النووية بالولايات المتحدة.  
مع انهيار الاتحاد السوفيتي في عام 1991 ونهاية الحرب الباردة، بدأت الولايات المتحدة وقفًا اختياريًا للتجارب النووية وتطوير تصاميم أسلحة نووية جديدة. للحفاظ على الرؤوس الحربية الحالية في المستقبل غير المحدد، تم تحديد برنامج الإشراف على المخزون (SSP) الذي يركز على تطوير وتطبيق القدرات التقنية المحسنة بشكل كبير لتقييم سلامة وأمن وموثوقية الموجودات. الرؤوس الحربية النووية دون استخدام التجارب النووية. يتم الحفاظ على الثقة في أداء الأسلحة، دون إجراء تجارب نووية، من خلال عملية مستمرة لمراقبة المخزون وتقييمه واعتماده وتجديده أو استبداله.
مع عدم وجود تصميمات جديدة للأسلحة النووية، يجب أن تستمر الرؤوس الحربية في مخزون الولايات المتحدة في العمل إلى ما بعد عمرها الأصلي المتوقع. مع تقدم المكونات والمواد، يمكن أن تنشأ مشاكل. يمكن أن تطيل برامج تمديد عمر المخزونات عمر النظام، ولكنها يمكن أن تقدم أيضًا شكوكًا في الأداء وتتطلب صيانة تقنيات ومواد قديمة. نظرًا لوجود مخاوف من أنه سيصبح من الصعب بشكل متزايد الحفاظ على ثقة عالية في الرؤوس الحربية الحالية على المدى الطويل، بدأت وزارة الطاقة / الإدارة الوطنية للأمن النووي برنامج رأس حربي بديل موثوق (RRW). يمكن أن تقلل تصميمات RRW من عدم اليقين، وتخفيف متطلبات الصيانة، وتعزيز السلامة والأمن. في مارس 2007، تم اختيار تصميم LLNL للرأس الحربي البديل الموثوق به.

### أبحاث البلوتونيوم
يُجري محتبر LLNL بحوثًا في خصائص وسلوك البلوتونيوم لمعرفة كيفية أداء البلوتونيوم مع تقدم العمر وكيف يتصرف تحت الضغط العالي (على سبيل المثال، مع تأثير المواد شديدة الانفجار). يتشكل تآصل البلوتونيوم على سبعة أشكال بلورية تعتمد على درجة الحرارة متآصل. لكل منها كثافة وبنية بلورية مختلفة. بل إن سبائك البلوتونيوم أكثر تعقيدًا؛ يمكن أن توجد مراحل متعددة في عينة في أي وقت. تُجرى التجارب في LLNL وفي أماكن أخرى لقياس الخصائص التركيبية والكهربائية والكيميائية للبلوتونيوم وسبائكه ولتحديد كيفية تغير هذه المواد بمرور الوقت. ستمكّن مثل هذه القياسات العلماء من وضع نماذج أفضل لسلوك البلوتونيوم طويل الأمد والتنبؤ به في المخزون المتقادم.

تم إجراء أبحاث البلوتونيوم في المعمل في منشأة مصممة خصيصًا تسمى SuperBlock ، مع التركيز على السلامة والأمن. كما يجري العمل هناك باليورانيوم العالي التخصيب. في مارس 2008، قدمت الإدارة الوطنية للأمن النووي (NNSA) البديل المفضل لديها لتحويل مجمع الأسلحة النووية في البلاد. بموجب هذه الخطة، سيكون LLNL مركزًا للتميز في التصميم والهندسة النووية، ومركزًا للتميز في البحث والتطوير شديد الانفجار، ومغناطيس علمي في كثافة الطاقة العالية (أي الليزر) الفيزياء. بالإضافة إلى ذلك، ستتم إزالة معظم موادها النووية الخاصة ودمجها في موقع أكثر مركزية لم يتم تسميته بعد.
في 30 سبتمبر 2009، أعلنت NNSA أن حوالي ثلثي المواد النووية الخاصة (مثل البلوتونيوم) في LLNL التي تتطلب أعلى مستوى من الحماية الأمنية قد تمت إزالتها من LLNL. كانت هذه الخطوة جزءًا من جهود NNSA التي بدأت في أكتوبر 2006 لتوحيد المواد النووية الخاصة في خمسة مواقع بحلول عام 2012، مع تقليل المساحة المربعة بشكل كبير في تلك المواقع بحلول عام 2017. يعتزم المشروع المفوض الفيدرالي تحسين الأمن وخفض تكاليف الأمن، وهو جزء من جهد NNSA الشامل لتحويل مشروع «الأسلحة النووية» في حقبة الحرب الباردة إلى مشروع «للأمن النووي» في القرن الحادي والعشرين. كان التاريخ الأصلي لإزالة جميع المواد النووية عالية الأمان من LLNL ، استنادًا إلى قدرة المعدات وقدرتها، هو 2014. وضعت NNSA و LLNL جدولًا زمنيًا لإزالة هذه المواد في أقرب وقت ممكن، مما يسرع من تاريخ الانتهاء المستهدف حتى عام 2012.